# Níkosz Cantákisz
Níkólaosz Cantákisz (görögül: Perisztéri, Νικόλαος Τσιαντάκης; 1963. október 20. –) görög válogatott labdarúgó.

## Pályafutása

### Klubcsapatban
1981 és 1985 között a Atrómitosz Athinón csapatában játszott. 1985 és 1987 között a Paniónioszt erősítette. 1987 és 1994 között az Olimbiakósz játékosa volt, melynek tagjaként kupát és szuperkupát nyert. Az 1994–95-ös szezonban az Árisz Szalonikiben szerepelt. 1995-től 1997-ig között a Jonikósz Níkeaszban szerepelt. 1997 és 1998 között az ÓFI Kréta labdarúgója volt. 1999-ben az Ethnikósz Asztérasz színeiben fejezte be a pályafutását.   

### A válogatottban
1988 és 1994 között 47 alkalommal szerepelt a görög válogatottban és 2 gólt szerzett. Részt vett az 1994-es világbajnokságon.

## Sikerei, díjai
Olimbiakósz
- Görög kupagyőztes (2): 1989–90, 1991–92
- Görög szuperkupagyőztes (1): 1992

## Külső hivatkozások
- Níkosz Cantákisz adatlapja a National-Football-Teams.com oldalon (angolul)

- Níkosz Cantákisz (angol nyelven). FootballDatabase.eu
- Níkosz Cantákisz (német nyelven). eu-football.info
- Níkosz Cantákisz (német nyelven). kicker.de
- Níkosz Cantákisz adatlapja a worldfootball.net oldalon (angolul)